# 中华人民共和国第一届青年运动会
中华人民共和国第一届青年运动会于2015年10月18日－10月27日在福州举行，本届运动会共设26个大项、28个分项、306个小项。以城市为单位组团参加，参赛运动员年龄为14－21岁。

## 历史
2011年6月，福建成功得到第八届全国城市运动会主辦權。
2011年10月25日，福建接过第八届城运会会旗。
2013年11月21日，经党中央、国务院批准，国家体育总局将全国城市运动会停辦並將之轉型为全国青年运动会。第八届城运会轉型為第一屆青年运动会。

## 象征

### 会徽
会徽以以“福”字为设计主体，色彩飞扬，充满喜庆，现代感强，视觉冲击力大，与运动会形成了良好的结合，令人耳目一新，富有创意。同时又别具一格地表达了第一届青运会的举办地是在福建福州和创作者对第一届青运会深情祝福的心意。

### 吉祥物
吉祥物“榕榕”是一个活泼可爱、福态可掬的萌宝宝榕树幼苗，象征未来，代表希望，其创作题材来自福州市树榕树，体现了福州的地域特征和榕树精神。

### 口号
福之州，青之运。

## 重點成績
本届青运会不设奖牌榜和总分排名。成績較為凸出的運動員及團隊如下：
- 体操：成都队邹敬园（3金）、广州队刘婷婷（3金）
- 举重：宁波队孙永杰（3金，3項全国青年纪录）
- 游泳：温州队李朱濠（3金）
- 篮球：广东队（3金）
- 足球：上海队（3金）
- 排球：山东队（3金）